# Період Намбокутьо
Період Намбокутьо (яп. 南北朝時代, Нанбоку-тьо дзідай) — період в історії Японії з 1336 по 1392 роки. Складова періоду Муроматі. Тривав від часу розколу імператорського дому Японії на дві династії — північну в Кіото і південну в Йосіно — до їхнього об'єднання у 1392 році.
Назва періоду Намбокутьо означає «північна і південна династії».
Період Намбокутьо характеризувався розколом японських політичних сил на два табори відповідно до династії, тривалими міжуособицями і утворенням централізованого сьоґунату Муроматі, силами якого дві гілки імператорського дому були об'єднані в одну.